# Manifestations serbes de 2008
Les manifestations serbes de 2008 se réfèrent à l'ensemble des rassemblements, manifestations et protestations s'étant déroulées en Serbie à la suite de la déclaration d'indépendance du Kosovo du 17 février 2008. Le gouvernement serbe, par l'intermédiaire du premier ministre Vojislav Koštunica, accusa les États-Unis de « violer le droit international en faveur de leurs propres intérêts militaires » et ajouta : « Aujourd'hui la politique de la force pense avoir triomphé en créant un faux État (...) aussi longtemps que le peuple serbe existera, le Kosovo restera serbe ».

## 17 au 20 février
- 17 février : Approximativement 2 000 Serbes manifestent devant l'ambassade des États-Unis à Belgrade ; certains lancent des pierres et des pétards avant d'être dispersés par la police anti-émeute[4].
- 18 février : Une fausse alerte à la bombe est envoyée par téléphone envers un magasin slovène Mercator situé à Belgrade[5]. Le festival Beovizija de 2008, normalement prévu pour les 19 et 20 février, est reporté aux 10 et 11 mars[6]. Dans la ville pluri-ethnique du nord de la Serbie Subotica, approximativement 300 personnes, majoritairement des jeunes, se regroupent et manifestent en chantant des slogans nationalistes contre les communautés albanaises, croates et hongroises[7].
- 19 février : Des manifestants serbes détruisent deux postes de gardes-frontières de la MINUK entre le Kosovo et la Serbie centrale[8]. Le ministre serbe du Kosovo Slobodan Samardžić déclare l'acte légitime et dans la ligne de la position du gouvernement serbe[9]. Un groupe appelé Mlada Bosna (Jeune Bosnie) revendique les lancers de grenade survenus après la déclaration d'indépendance[10]. Des manifestants endommagent plusieurs sociétés étrangères basées à Užice, incluant la Société générale, UniCredit et la chaîne de supermarchés croates Idea[11]. La branche serbe de l'entreprise américaine U.S. Steel, basée à Smederevo, est victime d'une fausse alerte à la bombe[12]. À Belgrade, des manifestants jettent des pierres en direction de l'ambassade de Turquie[13].
- 20 février : L'ambassade d'Australie à Belgrade est fermée en prévision d'éventuels débordements[14]. Plusieurs milliers de Serbes manifestent pacifiquement à Niš[15].

## 21 février

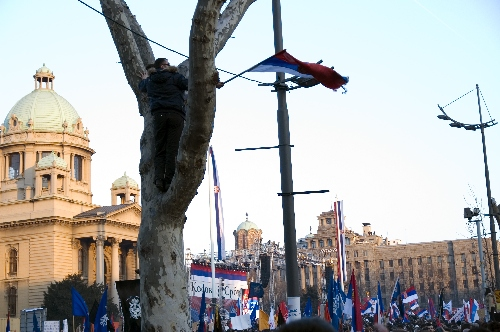
La manifestation « Le Kosovo est la Serbie ».

Le 21 février, un rassemblement géant dénommé Le Kosovo est la Serbie (en serbe : Косово је Србија / Kosovo je Srbija), regroupant entre 500 000 et un million de Serbes, est organisé devant le Parlement à Belgrade par le gouvernement serbe. De nombreux manifestants arborent le drapeau serbe tandis que d'autres portent des panneaux où il est écrit Stop à la terreur U.S. Les manifestants sifflent et raillent toute mention aux États-Unis et à l'Union européenne présentes dans le discours de Tomislav Nikolić qui lui-même accuse ces pays d'être responsables du vol du Kosovo. Le président serbe et commandant en chef de l'Armée serbe Boris Tadić a préféré ne pas prendre part au rassemblement.
Les personnalités ayant pris la parole comprennent :
- Vojislav Koštunica, premier ministre (Parti démocratique de Serbie)
- Tomislav Nikolić, meneur de l'opposition (Parti radical serbe)
- Milorad Dodik, Premier ministre de la république serbe de Bosnie (Alliance des sociaux-démocrates indépendants)
- Andrija Mandić, homme politique serbe du Monténégro (Parti serbe populaire)
- Predrag Popović, homme politique serbe du Monténégro (Parti populaire)
- Dejan Bodiroga, basketteur
- Emir Kusturica, réalisateur de cinéma
- Novak Djokovic, joueur de tennis (par visioconférence)
- Ivana Žigon, actrice
- Nenad Jezdić, acteur
- Nataša Tapušković, actrice

Après le ralliement, les manifestants se dirigent vers le temple de Saint-Sava pour assister à un service religieux. Le Parti libéral-démocrate et la Ligue des sociaux-démocrates de Voïvodine, qui sont représentés au parlement, ne soutiennent pas la tenue du rassemblement et s'abstiennent de toute participation,.

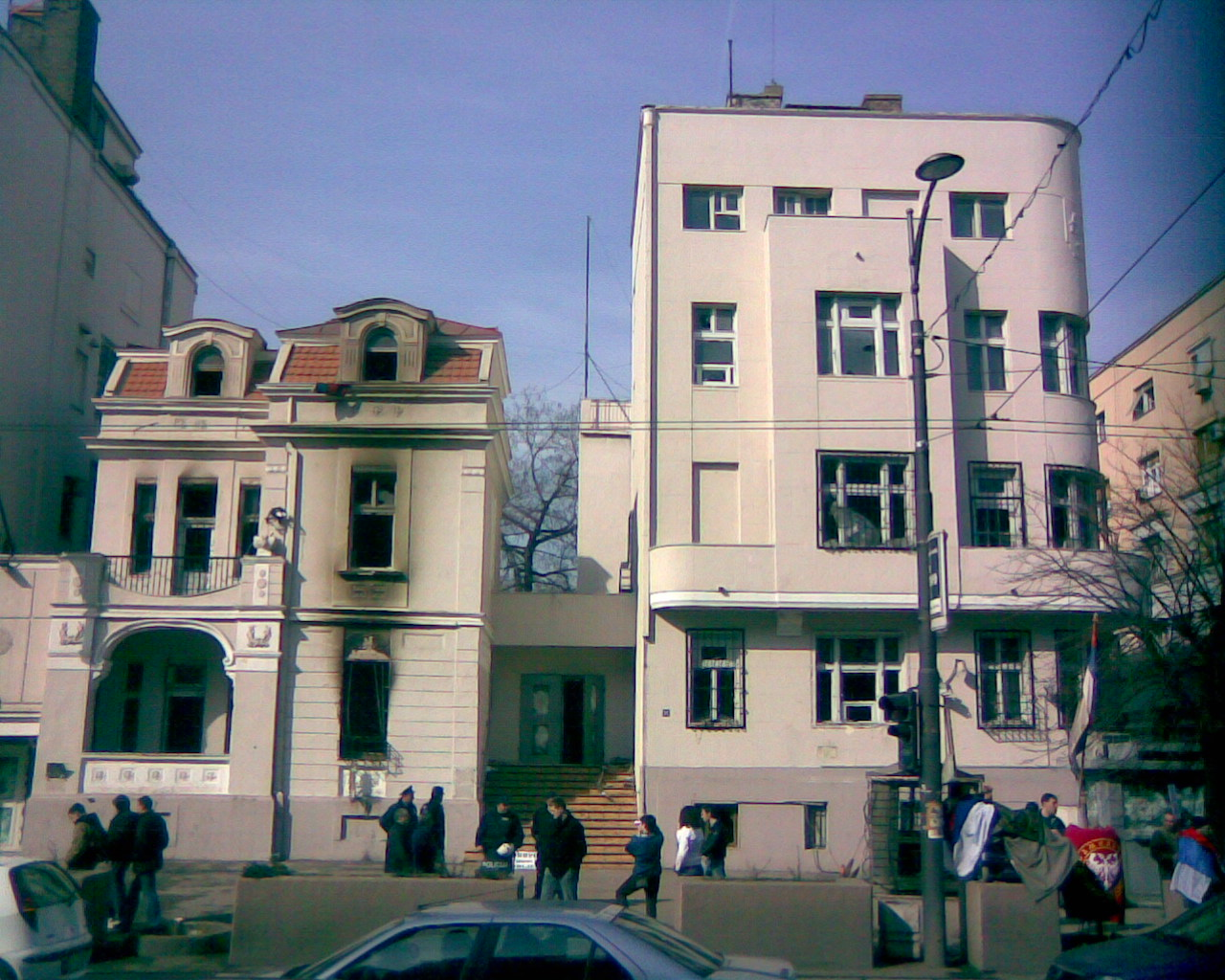
L'ambassade des États-Unis incendiée, à Belgrade

La manifestation se déroule pacifiquement jusqu'à l'arrivée du cortège devant les ambassades des États-Unis et de Croatie. Là un groupe d'environ 1 000 émeutiers se disperse et commence à s'en prendre aux deux ambassades. L'ambassade des États-Unis est incendiée et celle de Croatie légèrement endommagée. Les pompiers parviennent à maîtriser le sinistre après le départ des manifestants. À environ 17h00 (GMT-5), le service de presse américain CNN annonce que les restes calcinés d'un individu ont été retrouvés sur les lieux du sinistre. Des drapeaux américains et croates sont également brûlés. En réponse, un groupe d'environ 50 manifestants croates brûle le drapeau serbe à Zagreb ; 44 manifestants sont arrêtés par la police croate.
Des émeutiers brisent également les vitres de l'ambassade de Slovénie qui, au moment des faits, assure la présidence de l'Union européenne. D'autres ambassades sont touchées comme celles de Belgique, d'Allemagne et de Turquie,. À Belgrade et Novi Sad, des McDonald's sont endommagés par les manifestants. Selon des sources serbes, la plupart des émeutiers étaient des hooligans. 54 policiers serbes et 34 civils furent blessés dont un journaliste néerlandais souffrant de côtes cassées, ce qui amena des hommes politiques serbes à condamner la dérive violente de la manifestation. 

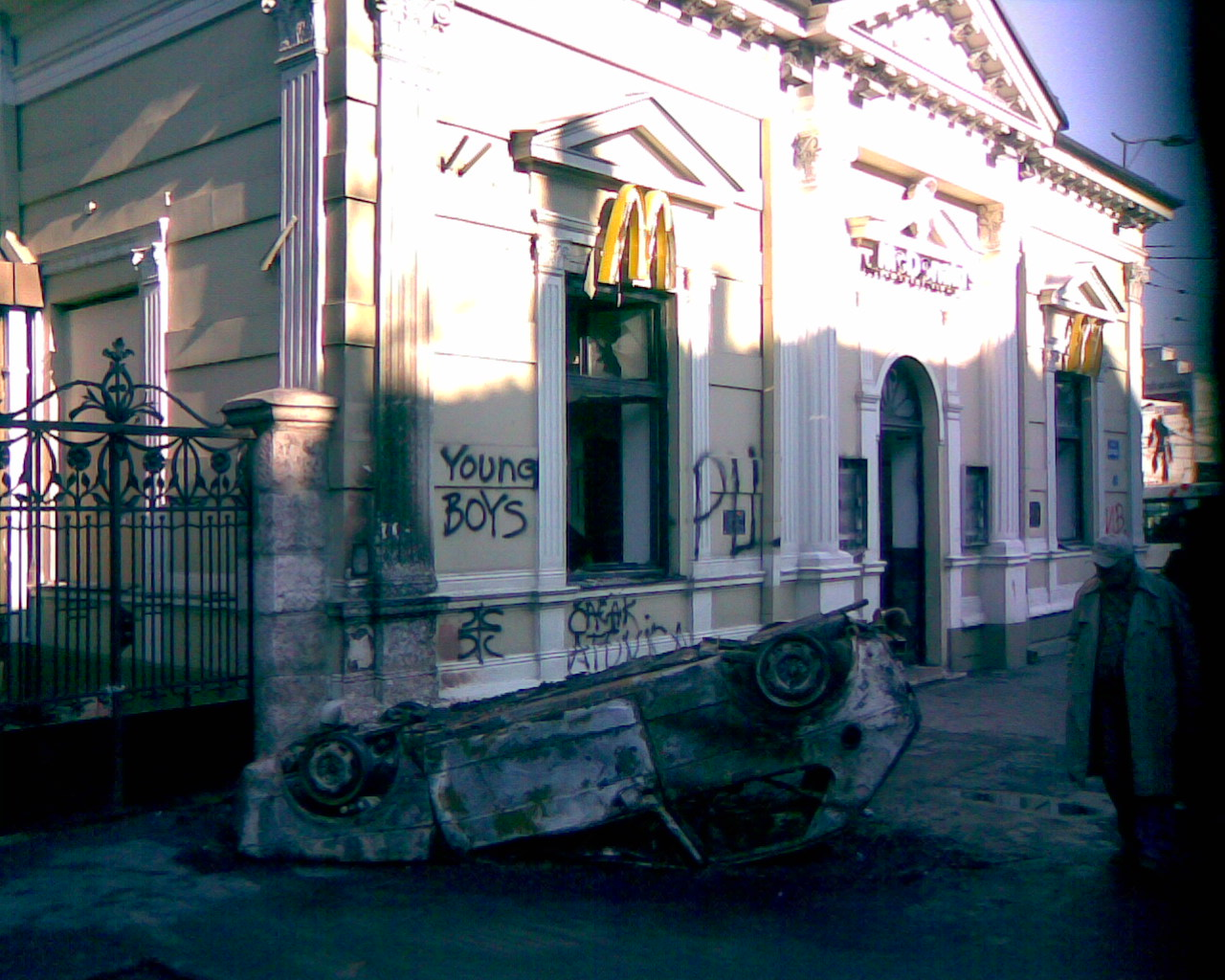
Le McDonald's de la place Slavija à Belgrade

Le coût des dégâts fut estimé à plus de 8 millions de dinars serbes. Le Conseil de sécurité des Nations unies répondit aux incidents en publiant un rapport unanime « condamnant dans les termes les plus forts les attaques de la foule contre les ambassades à Belgrade, qui ont eu comme résultat des dommages importants aux bâtiments et qui ont mis en danger le personnel diplomatique » et rappelant que la convention de Vienne sur les relations diplomatiques exige des États la protection des ambassades présentes sur leur territoire. En réponse aux attaques, l'ambassade d'Allemagne communiqua qu'elle cesserait temporairement de délivrer des visas aux citoyens serbes. 
Des réservistes de l'armée serbe basés à Kuršumlija manifestèrent au Kosovo et attaquèrent la police kosovare avec des pierres. En outre, un engin explosif fut découvert et neutralisé dans l'enclave serbe du Kosovo Kosovska Mitrovica près d'un bâtiment des Nations unies.
Durant le rassemblement, des manifestants affichèrent des portraits du chef serbe de Bosnie Radovan Karadžić, recherché par le tribunal de La Haye, et le drapeau bleu et rouge du parti d'extrême-droite Obraz. À Kraljevo, des militants d'Obraz furent accusés d'avoir vandalisé une église évangélique tandis qu'à Valjevo une entreprise slovène (Sava Osiguranje) fut incendiée, vraisemblablement par de jeunes manifestants. La Radio Télévision de Serbie retira de la grille de diffusion les films et séries américaines les remplaçant par du contenu en provenance d'Espagne et de Russie, pays qui s'étaient déclarés contre l'indépendance du Kosovo.

## 22 février

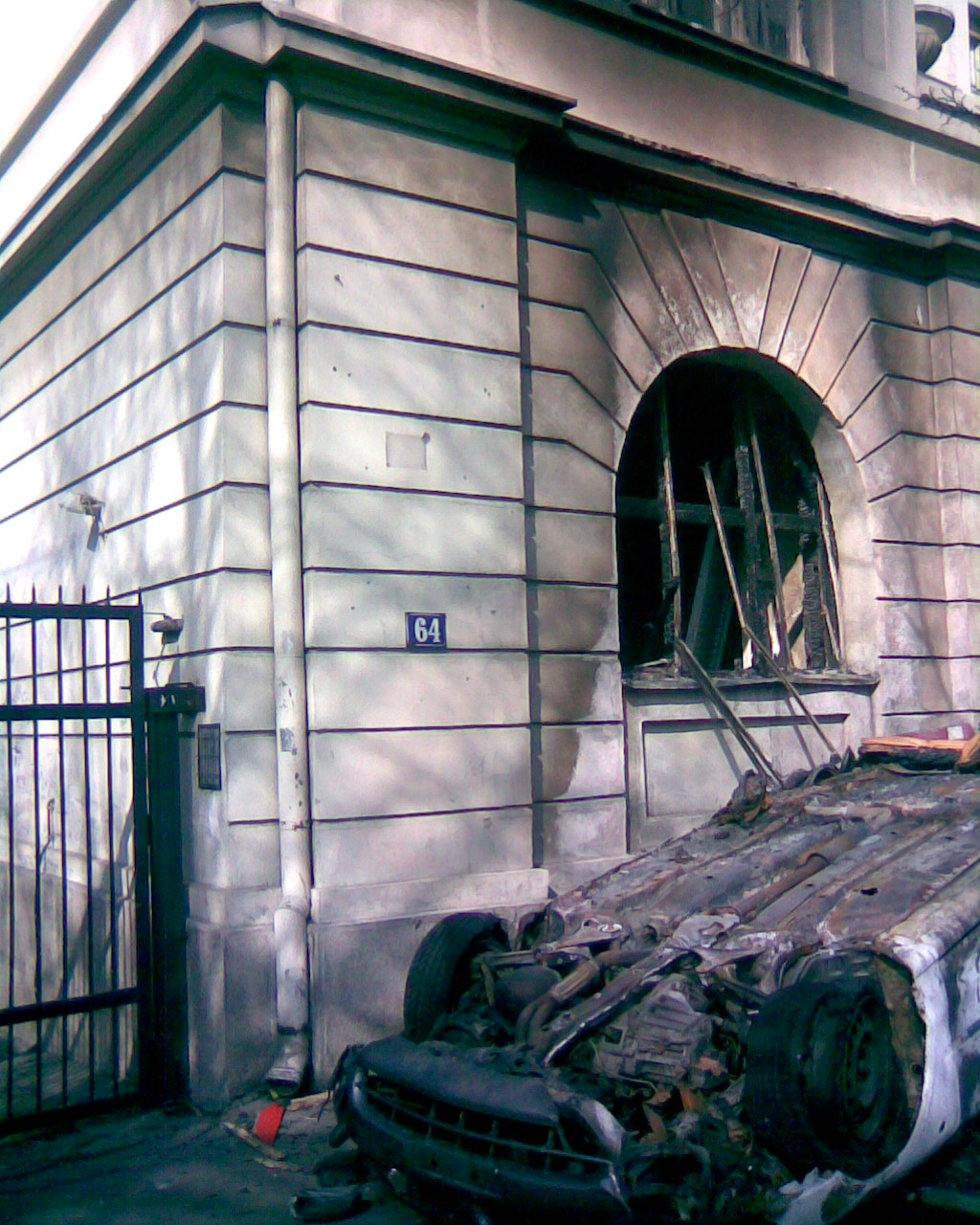
Devant l'ambassade de Croatie, rue Kneza Miloša à Belgrade

Le 22 février, la KFOR commence à interdire l'entrée au Kosovo aux éléments « menaçant l'ordre public » après que plusieurs centaines d'étudiants de Belgrade, Niš et Kragujevac aient tenter d'y pénétrer. Malgré le blocus, plusieurs manifestants parviennent à Kosovska Mitrovica et prennent part à des affrontements avec la police onusienne. Le ministère croate des Affaires étrangères met en garde ses ressortissants et leur demande d'éviter de se rendre à Belgrade. Il annule également le match de basket-ball de la Ligue adriatique opposant le Cibona Zagreb au KK Partizan Belgrade, ainsi que le concert du groupe croate Hladno pivo prévu le 29 février. 
L'ambassade des États-Unis ordonne l'évacuation temporaire du personnel non essentiel. Malgré la protection officielle des bâtiments par la police serbe, Rian Harris, porte-parole de l'ambassade, déclare : « Nous n'avons pas confiance en la capacité des autorités serbes à protéger notre personnel ». La Slovénie ferme également son ambassade, recommandant à ses citoyens d'éviter de se rendre en Serbie. L'Union européenne gèle temporairement le processus de négociations pour l'adhésion de la Serbie à l'UE. Pendant ce temps, des organisations nationalistes serbes distribuent des tracts appelant les citoyens à boycotter les banques et les produits provenant de pays soutenant l'indépendance du Kosovo.

## 23 février
BBC News annonce que des nationalistes serbes cherchent à isoler la partie nord du Kosovo de Priština par l'intermédiaire d'une stratégie de confrontation, de sabotage et de violence de faible intensité contre les institutions internationales. Les manifestations se poursuivant dans la partie nord de Mitrovica, le personnel européen décide de quitter la zone. L'ambassade des États-Unis poursuit l'évacuation de son personnel qui est redirigé vers la Croatie.
Les autorités serbes annoncent avoir procédé à l'arrestation de 200 émeutiers à Belgrade. Dans la journée, la situation à la frontière Serbie centrale-Kosovo revient à la normale.
Le Parti libéral-démocrate et la Ligue des sociaux-démocrates de Voïvodine adressent des critiques au premier ministre Koštunica sur sa façon de gérer les événements depuis la déclaration d'indépendance du Kosovo.

## 24 février
Après 6 jours consécutifs de protestations à Mitrovica, une foule d'un millier de personnes se réunit et manifeste dans la ville. Malgré ce qu'affirment certains médias serbes, les Serbes de la partie nord du Kosovo n'ont pas quitté le Service de Police du Kosovo (KPS). L'ambassadeur des États-Unis appelle les dirigeants serbes à faire plus pour protéger les missions diplomatiques étrangères.

## 25 février
À Mitrovica, une manifestation réunit environ 2 000 personnes. Le drapeau européen est brûlé. À la frontière entre la Serbie centrale et le Kosovo, 19 policiers kosovars sont blessés lors d'affrontements avec des manifestants serbes. Ces derniers sont dispersés par les forces de maintien de la paix de l'OTAN.

## 26 février
Le Conseil de sécurité nationale serbe se réunit pour discuter de l'échec de la police à protéger les ambassades le 21 février. 10 000 manifestants se réunissent à Banja Luka, parmi lesquels un petit groupe parvient à s'approcher des locaux de l'ambassade des États-Unis, endommageant des vitrines de magasins et caillassant la police. Ils sont progressivement dispersés après l'utilisation de gaz lacrymogène par les forces de police. Les manifestations se poursuivent à Mitrovica où des étudiants organisent un match de football opposant une équipe de Serbie à une équipe des États ayant reconnu le Kosovo. Zoran Vujović, le manifestant serbe tué dans l'incendie de l'ambassade des États-Unis est inhumé à Novi Sad. Plusieurs milliers de personnes assistent aux funérailles.

## 27 février
L'ONG Human Rights Watch demande au « gouvernement serbe d'agir promptement pour réduire le climat hostile envers les organisations des droits de l'homme » depuis la déclaration d'indépendance du Kosovo.

## 28 février
Une manifestation à Valjevo rassemble une foule de plusieurs milliers de personnes

## 29 février
La police serbe lance des procédures judiciaires contre 80 personnes interpellées lors des attaques d'ambassades.

## 5 et 6 mars
Plusieurs milliers de personnes manifestent à Mitrovica, plusieurs centaines à Gračanica, dont des policiers serbes suspendus de leur fonction au sein du KPS,.

## 14 mars
Le tribunal de l'ONU de Mitrovica est investi par 300 manifestants serbes, anciens magistrats, employés et militants, qui réclament son placement sous autorité serbe.

## 17 mars
À Mitrovica, des affrontements opposent des militants serbes à des soldats français de la KFOR, qui essuient plusieurs tirs d'armes automatiques. Ces heurts, les plus violents entre forces internationales et manifestants serbes depuis la déclaration d'indépendance du Kosovo, ont éclaté lorsque des policiers de la Mission de l'ONU au Kosovo (Minuk) couverts par des militaires de la Kfor de l'OTAN, a repris le contrôle du tribunal de l'ONU occupé depuis le 14 mars. La cinquantaine d'occupants serbes, qui interdisaient aux employés albanais de pénétrer dans le tribunal, n'ont offert aucune résistance lors de leur arrestation mais des centaines de  manifestants extérieurs ont voulu s'interposer. Se regroupant autour du palais de justice pour empêcher leur départ, les émeutiers ont attaqué les forces internationales de maintien de la paix à coup de pierres, grenades, cocktails Molotov mais aussi, pour la première fois, de rafales d'armes automatiques, tandis que les hommes de la Minuk et de la Kfor tentaient de contenir les émeutiers au moyen de gaz lacrymogènes puis de tirs de balles en caoutchouc. Ont été à déplorer, a minima, 80 blessés parmi les émeutiers serbes (dont 15 par balles), 27 policiers de la Minuk et 30 militaires de la Kfor, dont vingt français, victimes auxquelles il faut ajouter un  policier ukrainien de l'ONU tué par l'éclatement d'une grenade ,.
À Belgrade, le ministre serbe chargé du Kosovo, Slobodan Samardžić, parlant de « provocation », exige la libération de la trentaine d'anciens magistrats et employés serbes arrêtés. Un porte-parole des Nations unies annonce que la MINUK a reçu l'ordre de se retirer du nord de Mitrovica.